# Raphaël Lakafia
Raphaël Lakafia (Tours, 28 ottobre 1988) è un rugbista a 15 francese, terza linea centro o terza linea ala del Tolone.

## Biografia
Nativo di Tours, Lakafia esordì in seconda divisione nel 2007 con il Grenoble, club nel quale rimase due stagioni.
Nel 2009 fu acquistato dal Biarritz con il quale l'anno successivo raggiunse la finale tutta francese di Heineken Cup a Parigi, poi persa contro il Tolosa.
Entrato nell'orbita della nazionale francese a fine 2010, ha conosciuto l'esordio internazionale nell'agosto 2011 contro l'Irlanda a Bordeaux; i successivi test match furono durante la Coppa del Mondo di rugby 2011 nella quale la Francia si è classificata al secondo posto.

## Palmarès
- Campionati francesi: 1
Stade français: 2014-15
- Challenge Cup: 3
Biarritz: 2011-12
Stade français: 2016-17
Tolone: 2022-23